# 胡道才
胡道才（1962年9月—），男，汉族，江苏沭阳人，中华人民共和国政治人物，中国共产党党员，第十三届全国人民代表大会河南省代表。

## 生平
1985年毕业于南京大学法律系法律专业。1997年12月，任沭阳县人民法院院长；2000年8月，任江苏省宿迁市中级人民法院副院长；2002年12月，任江苏省徐州市中级人民法院代院长（2003年1月正式）；2007年12月，任江苏省高级人民法院副院长；
2011年5月，任江苏省南京市中级人民法院代院长（2012年1月正式）；
2018年1月，任河南省高级人民法院院长、党组书记。
2018年，胡道才被选为河南省出席第十三届全国人民代表大会代表。